# Macintosh Performa

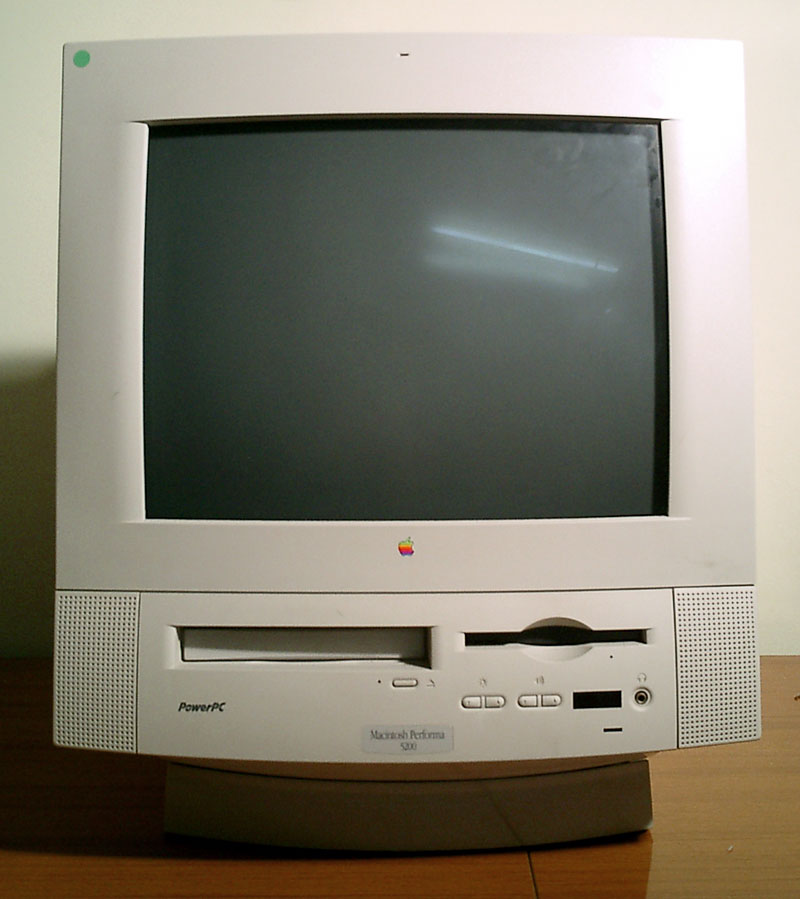
Un Macintosh Performa 5200.

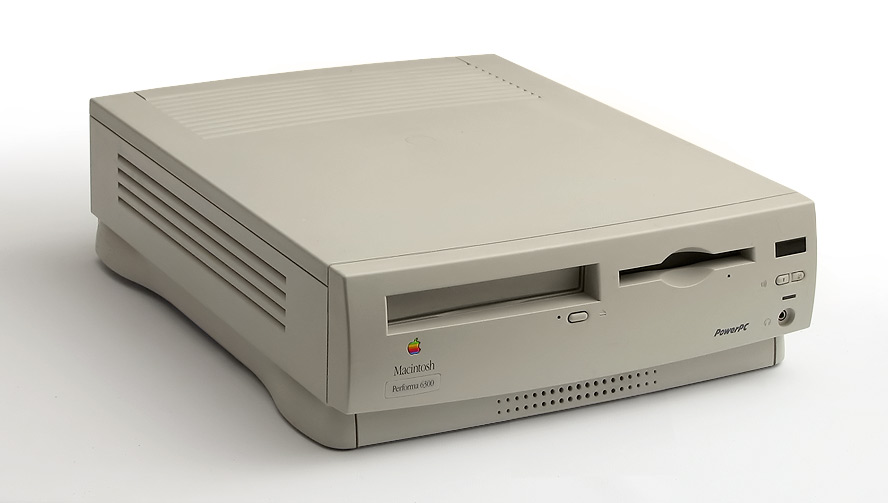
Un Macintosh Performa 6300.

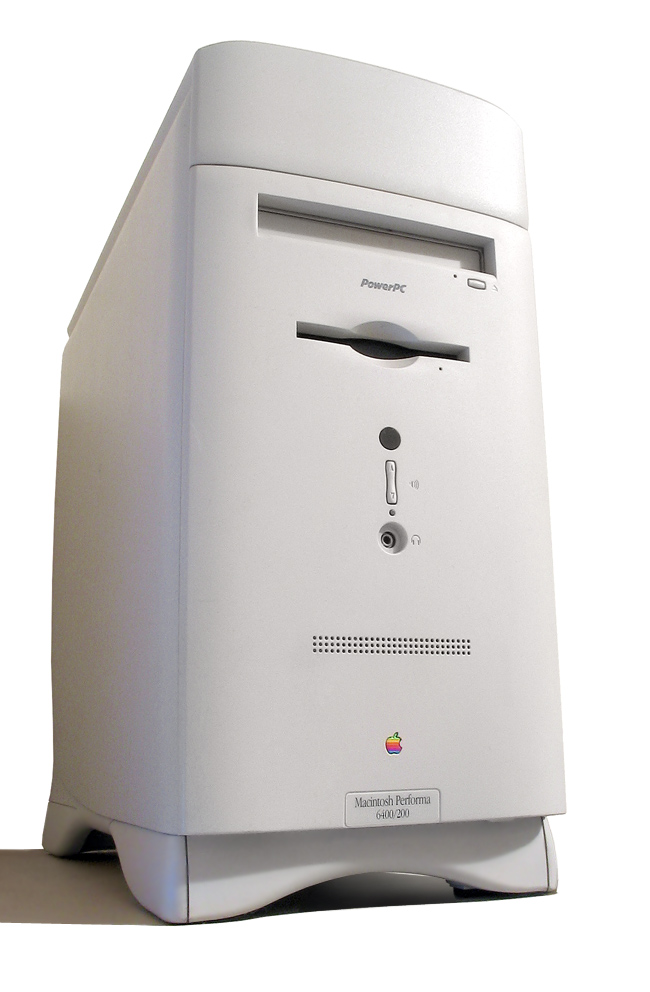
Un Macintosh Performa 6400.

Les Macintosh Performa sont une série de Macintosh destinés au grand public, commercialisés entre septembre 1992 et août 1997. Ce sont souvent des Macintosh d'autres séries (au début LC et Quadra, puis Power Macintosh), vendus en bundle avec un écran et une suite logicielle familiale. Il existait de très nombreux modèles, qui ne différaient parfois que par la taille de leur disque dur et de leur mémoire.
La gamme grand public fut plus tard incorporée dans la série Power Macintosh.